# Konsumentekot
Konsumentekot var ett nyhetsprogram om konsumentfrågor i Riksradion (nuvarande Sveriges Radio). Programmet startades hösten 1985 som en del av Sveriges Radio P1s förmiddagsblock Förmiddag i P1 och sändes till 1992. Redaktionen ingick i Riksradios centrala nyhetsredaktion, Ekoredaktionen. Initiativtagare var Erik Fichtelius, som även var programledare under de inledande åren.
Konsumentekot var ett exempel på Ekoredaktionens satsning på att utveckla olika specialiserade nyhetsprogram, bland dem Ekonomiekot. Ambitionen var att programmet skulle förnya konsumentjournalistiken genom att inte ägna sig åt konsumentrådgivning, utan istället åt mer uttalat granskande nyhetsförmedling.
Ett av Konsumentekots mest uppmärksammade och omdiskuterade reportage avslöjade att svenska företag använde självdöda djur i produktionen av köttmjöl, som sedan användes i djurfoder. Avslöjandet, som skedde 1985, ledde till en stor samhällsdebatt om livsmedelskvalitet. Slakteriförbundet fick upphöra med den hanteringen och år 1986 införde Sverige ett förbud mot kadaver i djurfoder.
Konsumentekot kom att prägla den svenska konsumentjournalistiken, och redaktionens reportage ledde ofta till uppmärksamhet. Kritiker menade att programmet betonade det sensationella, och det förekom många anmälningar till Radionämnden. År 1989 fälldes programmet i Radionämnden för ett inslag om dioxin i livsmedel.
Erik Fichtelius har själv beskrivit Konsumentekots roll med dessa ord: "Jag tror inte att det är en överdrift att påstå att Konsumentekot åsamkat det svenska näringslivet kostnader på flera hundra miljoner kronor. I gengäld har företagen blivit bättre och konsumenterna har fått bättre service och produkter"
Erik Fichtelius belönades år 1986 med Stora journalistpriset, bland annat för arbetet med Konsumentekot.